# Can Canal (Cabrera de Mar)
Can Canal, o Can Miralles, és una masia del municipi de Cabrera de Mar (Maresme) inclosa en l'Inventari del Patrimoni Arquitectònic Català.

## Descripció
És una masia amb teulada a dues vessants, de planta baixa, pis i golfes. Té un portal rodó, dovellat, amb un banc de pedra a la dreta. La façana, originàriament esgrafiada, està emblanquinada i té un rellotge de sol amb les dates de la construcció i posteriors restauracions de la casa gravades (segle xiii, 1903, 1942). Al fons de l'entrada hi ha l'escala que puja al pis principal. A més del celler i altres dependències per als serveis agrícoles, la casa té una gruta subterrània.

## Història
Segons una escriptura conservada, aquesta casa pertanyia a Arnau Valromanes l'any 1289. El 1862, Cristóbal Vendrell la va vendre a la família Bassegoda. Cap al 1941 la casa va ser comprada per la família Maluquer. A més de les escriptures, es conserva l'arbre genealògic de la família Canal que dona nom a la casa.